# Sen w nauczaniu jogi
Sen – to w filozofii indyjskiej jeden ze stanów świadomości jednostki. Rozróżnia się dwa jego rodzaje sen z marzeniami sennymi i sen głęboki (bez marzeń sennych), wskazując na turiję jako na kolejny subtelniejszy od tych obu stan świadomości.

## Rola pranajamy
Mircea Eliade wskazuje na techniki indyjskiej pranajamy, jako mające na celu doprowadzić jogina do umiejętności utrzymywania podczas medytacji, oddechu typowego dla fazy snu z marzeniami sennymi. Pozwala to adeptowi, przebywającemu w stanie jawy, świadomie doświadczać stanów świadomości niedostępnych dla ogółu ludzi a charakterystycznych dla stanów snu.

## Rola anahaty
- Swami Rama objaśniając funkcje poszczególnych ćakr twierdzi, iż umysł podczas snu skupia się na przestrzeni wewnątrz anahataćakry[2].
- Śiwasutry (1.15) zawierają pouczenie Śiwy, o możliwości wglądu w materię snu (co dać może aktywne kształtowanie scenariusza snu), dzięki ustabilizowaniu umysłu w sercu[3].

## Poziom turijatita
Jedną z charakterystycznych cech wyróżniających adepta w stopniu awadhuta jest brak potrzeby snu.